# Lucius Furius Camillus (consul en -338)
Lucius Furius Camillus (v.-370 / v.-320) est homme politique de la République romaine
Consul de Rome en 338 av. J.-C., il avait, en reconquérant le Latium, mis fin à la guerre contre la Ligue latine.
À nouveau consul en 325 av. J.-C., mais âgé et atteint d'une grave maladie, il ne put attaquer les Samnites comme le lui demandait le Sénat. Il nomma alors Lucius Papirius Cursor dictateur.